# Manuel Rosales
Manuel Antonio Rosales Guerrero (Santa Bárbara del Zulia, 12 de diciembre de 1952) es un político venezolano, fue gobernador del Estado Zulia en 3 ocasiones (2000-2008 y 2021-2025). Antes de ser gobernador fue alcalde de Maracaibo, Zulia, por dos períodos y gobernador por dos lapsos consecutivos en el Estado Zulia entre 2000 y 2008, . Rosales Guerrero fue principal adversario del expresidente de Venezuela, Hugo Chávez en la elección presidencial de 2006. 
Dirigente de Acción Democrática (AD) durante casi treinta años, Rosales fue alcalde de Maracaibo entre 1995 y 2000. En 1998 fue candidato de AD a la gobernación del Zulia, resultando perdedor. En 2000 es electo gobernador del Zulia con amplio margen, de la mano de su partido Un Nuevo Tiempo, fundado en 1999 tras abandonar AD. Fue reelecto en 2004 con el 54 % de votos. En las elecciones de 2006 se convierte en candidato de la oposición a la presidencia, derrotado por Hugo Chávez 62 % a 36 % respectivamente. En 2008 se convierte nuevamente en alcalde de Maracaibo, ocupando el cargo por cinco meses. 
En abril de 2009, ante su imputación en 2008 a solicitud de la fiscalía por parte del Ministerio Público de Venezuela por supuesto enriquecimiento ilícito, saliendo del país y posteriormente asilo político en Perú. En octubre de 2015, Rosales fue detenido al regresar al país de su exilio, al aterrizar en el Aeropuerto Internacional de la Chinita por el Sebin. Fue liberado el 31 de diciembre de 2016.
Fue candidato a gobernador del Zulia nuevamente en las elecciones de 2017, aunque fue derrotado por Omar Prieto. Repitió como candidato a gobernador por la Mesa de la Unidad Democrática en las elecciones regionales de 2021, siendo elegido para el periodo 2021-2025.

## Biografía

### Formación académica
Cursó estudios de derecho y administración en la Universidad de los Andes.

### Carrera política

###### Secretario general de AD en el municipio Colón
Inició su trayectoria política ingresando en el partido socialdemócrata Acción Democrática (AD), destacándose en cargos como Secretario de Organización del Comité Local Leonardo Ruiz Pineda, Secretario General de la Juventud de AD en el municipio Colón en el Estado Zulia, Secretario General de AD en ese mismo municipio, miembro de la Dirección Juvenil de AD en el estado Zulia, entre otros.

#### Diputado en la Asamblea Legislativa del Zulia
Fue auditor Interno del Concejo Municipal en el mismo municipio para el período 1973-1974; Concejal Principal de Santa Bárbara del Zulia en el municipio Colón por el período 1979-1982; diputado Principal a la antigua Asamblea Legislativa del Estado Zulia para el período 1983-1994.

#### Alcalde de Maracaibo
Fue Alcalde del municipio Maracaibo, capital del Estado Zulia y segunda ciudad más importante del país, desde 1996 hasta 2000.

#### Primera gobernación del Zulia y fundación de UNT (2000-2008)
Acción Democrática lo seleccionó como candidato a gobernador del Estado Zulia para las elecciones de 1998 obteniendo 266.579 votos, el 44.50 %, siendo derrotado por el gobernador Francisco Arias Cárdenas de La Causa Radical. Tras desacuerdos con el liderazgo regional de Acción Democrática, poco después de las elecciones de gobernador, Rosales funda el partido Un Nuevo Tiempo en 1999, de carácter regional para entonces. Un año después, para las elecciones regionales de 2000, Rosales emprende una segunda candidatura a la gobernación, venciendo esta vez por amplio margen, el 51.44 % de votos, al gobernador encargado Germán Valero, de La Causa Radical, y al candidato del MVR, Jorge Durán Centeno.

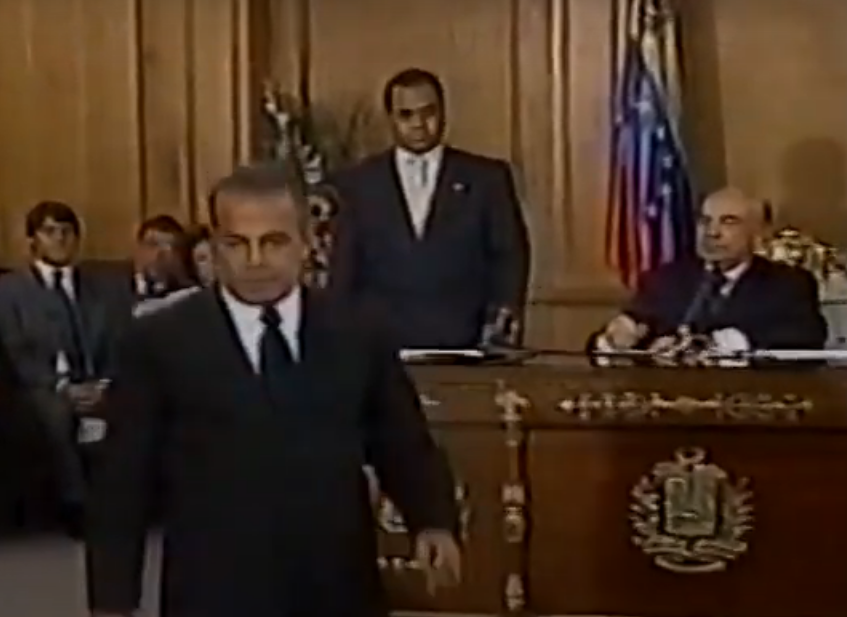
Manuel Rosales (izquierda) durante la firma del Decreto Carmona el 12 de abril de 2002.

Durante 2002 firmó y avaló el decreto que proclamaba a Pedro Carmona Estanga presidente de la República, tras derrocar brevemente a Chávez luego del golpe de Estado de 2002. Rosales firmó el Decreto Carmona en representación de los gobernadores, afirmando que fue «un momento de confusión y que lo hizo con la mejor de las intenciones por el bienestar del país».
En las elecciones regionales de 2004, Rosales se postuló en busca de la reelección de su cargo como gobernador con el apoyo de la mayoría de los partidos opositores, incluyendo Acción Democrática, COPEI, Primero Justicia o Alianza Bravo Pueblo, venciendo con casi medio millón de votos, el 54.02 %, al candidato del Movimiento V República, Alberto Gutiérrez.

#### Candidatura presidencial de 2006

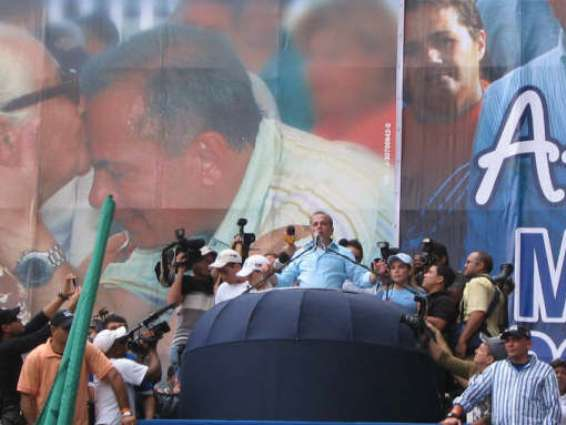
Rosales durante un mitin en 2006.

Rosales se postuló como candidato presidencial para las elecciones de 2006, buscando postularse dentro de unas primarias opositoras propuestas por Primero Justicia. Tras la retirada del izquierdista Teodoro Petkoff de las primarias, programadas para el domingo 13 de agosto de ese año, Rosales se enfrentaría al exdiputado Julio Borges. Borges se retiró poco después. El 9 de agosto del 2006 fue proclamado por la mayoría de los precandidatos de oposición como candidato único de la oposición al chavismo, cuatro días antes de las primarias de Súmate, que fueron suspendidas. Rosales fue apoyado por 44 organizaciones opositoras, entre ellos Primero Justicia, COPEI, Convergencia, su propio partido, Un Nuevo Tiempo entre otros. Rosales realizó su primer mitin el 20 de agosto en Caracas. El 24 de agosto, Roberto Smith, abanderado presidencial de Venezuela de Primera, declinó sus aspiraciones a favor de Rosales, integrándose a su comando de campaña.
Las elecciones se celebraron el 3 de diciembre de 2006 donde resultó reelecto Hugo Chávez como presidente de la República obteniendo más de 4 millones de votos pero sólo el 36.90 % del total, mientras que Chávez alcanzó los 7 millones de votos, el 62.84 %. Rosales, desde su comando de campaña ubicado en la «Quinta Esmeralda», en Caracas, reconoció su derrota en un breve discurso de aliento a sus simpatizantes. Advirtió que la diferencia «real» fue por un margen más estrecho, y que se mantendrá «en la calle luchando por el pueblo de Venezuela». Rosales no fue capaz de ganar en ningún estado, ni siquiera en su natal Zulia.

#### Alcaldía de Maracaibo
Para las elecciones regionales y municipales de 2008, Manuel Rosales anunció su candidatura a la alcaldía de Maracaibo para un segundo período. Rosales al frente de Un Nuevo Tiempo impulsó la búsqueda de un consenso opositor venciendo al chavista Henry Ramírez. El entonces presidente Hugo Chávez, quien durante esa campaña electoral y tratando de restarle votos a Manuel Rosales ordenó la «Misión Rosales Vas Preso» bajo la supuesta acusación de enriquecimiento ilícito.
El 12 de octubre de 2008, Chávez lo acusó públicamente de conspirar en su contra y de desviar los recursos públicos para otros fines. Sin una orden judicial ni investigación formal, Chávez amenazó a Rosales con cárcel. El 11 de diciembre de 2008, que el Ministerio Público procedió a la imputación por enriquecimiento ilícito de Manuel Rosales, siendo acusado formalmente el 19 de marzo de 2009. La audiencia preliminar fue fijada para el 20 de abril.
Rosales duró pocos meses al frente de la alcaldía por los procedimientos judiciales ordenados en su contra, abandonando el cargo. El 24 de abril de 2009, Daniel Ponne Urdaneta, miembro del mismo partido de Rosales, fue nombrado alcalde interino de Maracaibo hasta que el Consejo Nacional Electoral realizase nuevas elecciones.

#### Exilio político en Perú y regreso a Venezuela

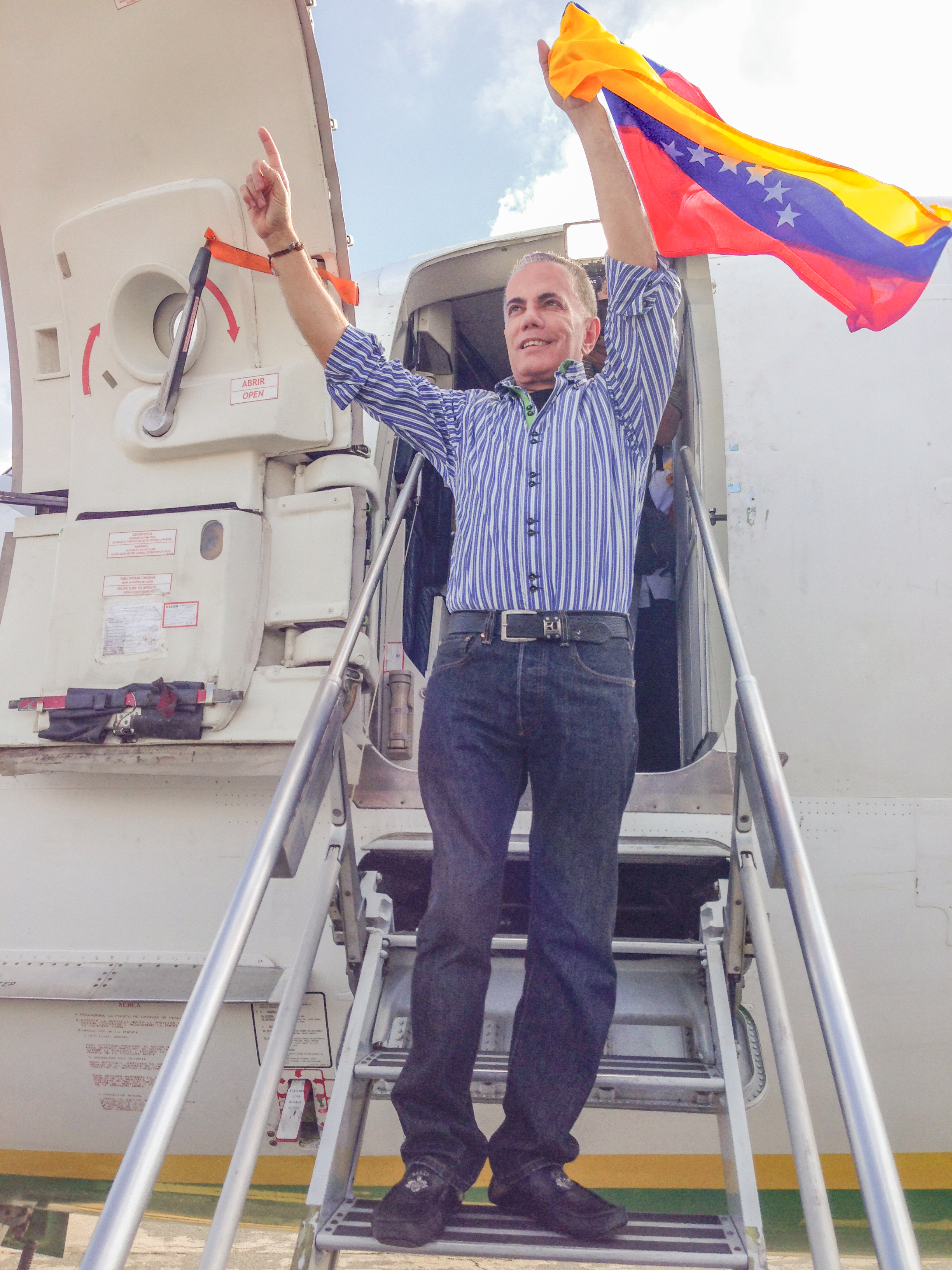
Manuel Rosales al regresar a Venezuela.

Rosales no asistió a la audiencia preliminar y se fugó a Perú donde pidió asilo político. Rosales llegó a Lima; la fecha de entrada es incierta, según Rosales y algunas fuentes, entró el 19 de abril, pero otras declaran que fue el 4 de abril. El 27 de abril de 2009 se le fue otorgado el asilo político de parte del gobierno peruano. El contralor general de Venezuela, Clodosbaldo Russián, alegó que con dicho asilo a un «prófugo de la justicia» imputado por corrupción, Perú incumplía la Convención Mundial de la ONU contra la Corrupción.

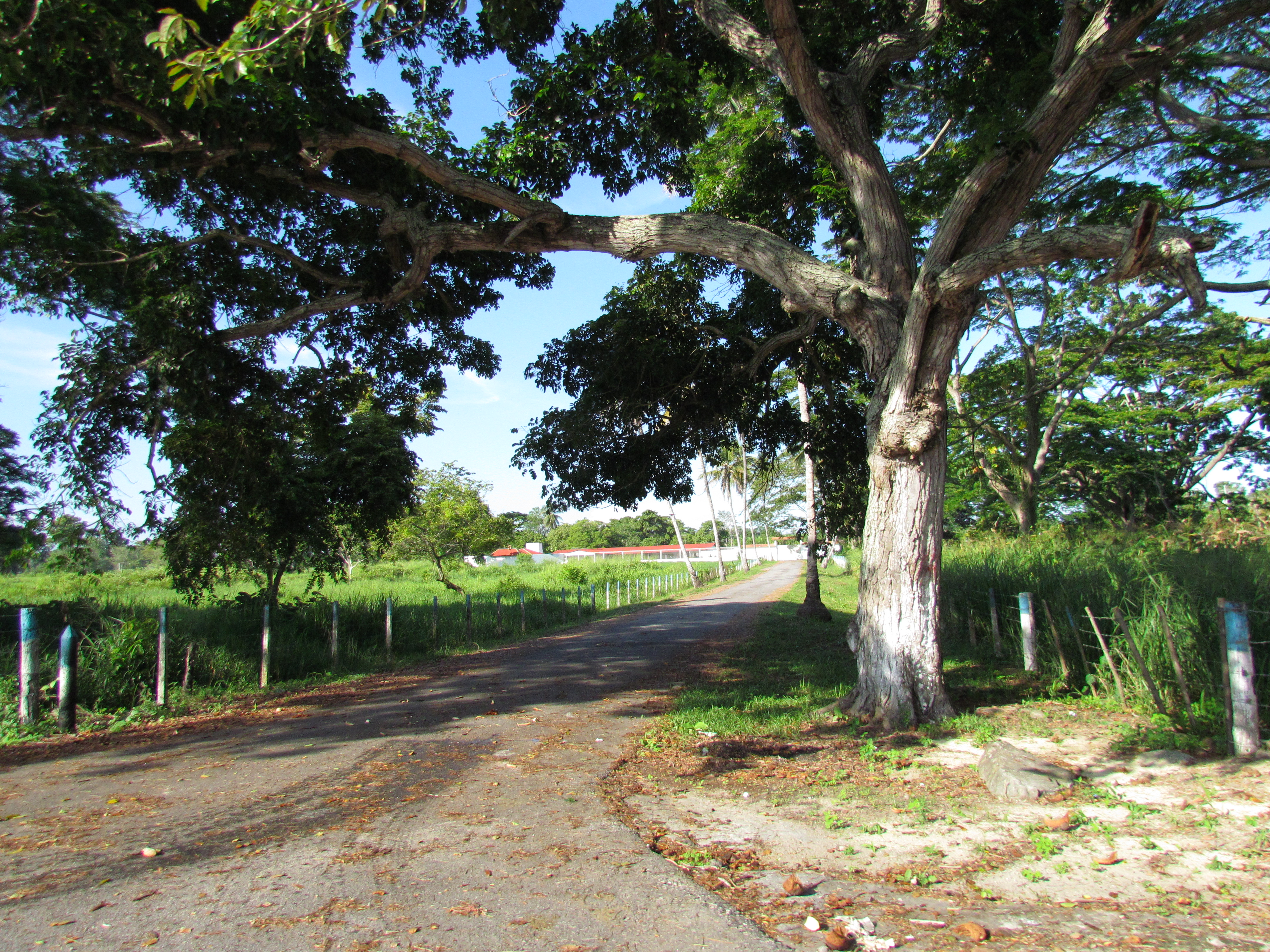
Entrada de la finca de Manuel Rosales.

Durante su ausencia en el país la finca «la Milagrosa» propiedad de Manuel Rosales ubicada al sur de lago Maracaibo fue expropiada. El ministro Elías Jaua se pronunció al respecto: «Estamos actuando dentro de la ley. Nadie por más líder de la oposición o del gobierno que sea podrá escudarse en su posición de líder político para infringir las leyes de la República». Hay grupos que consideran que la investigación contra Rosales estuvo viciada y que el proceso contra él tiene motivos definitivamente políticos y otros de ellos que consideran que hay elementos suficientes para acusarle de corrupción.
Cuando el magistrado Eladio Aponte Aponte es destituido por unanimidad en marzo de 2012 por la Asamblea Nacional, escribe una carta abierta desde San José de Costa Rica el 16 de abril de 2012 en la que confiesa haber recibido órdenes y presiones del presidente Hugo Chávez y redacta: «Tuve conocimiento del caso del excandidato presidencial Manuel Rosales Guerrero, venezolano (…), asilado político desde abril del 2009, ya que la presidenta del TSJ, doctora Luisa Estela Morales, nos ordenó en el año 2008, impulsar una investigación al exgobernador del estado Zulia y atender directamente las directrices que gire la Fiscalía General de la República, sobre hechos ya estructurados por este órgano, donde se le imputan actos de corrupción en la gobernación de dicho estado. Sin prueba alguna, se le acusa de apropiación de varios millones de dólares. Se nos dijo que ya la Contraloría General de la República al mando del doctor Clodosbaldo Russián, tenía todo adelantado, que resultó ser un sinfín de falsedades» y continúa el exmagistrado diciendo que la presidenta del TSJ «nos ordenó esta actuación aduciendo que era una orden del presidente Hugo Chávez, quien habría dicho textualmente: "tienen que meter preso a Manuel Rosales. Una calaña como esa tiene que estar en prisión, no gobernando un estado. No puede estar suelto y ustedes tienen que asumir esa responsabilidad"». Esta revelación del exmagistrado puso en evidencia según diputado del partido Un Nuevo Tiempo, Lorenzo Monasterios, la vulnerabilidad y contaminación del Poder Judicial. El Tribunal 19° de Control del Área Metropolitana de Caracas acordó la medida privativa para Rosales el 22 de abril de 2009.
Luego de su salida de Venezuela en 2009 como enemigo de Hugo Chávez, tras su muerte en 2013, Rosales regresó a Venezuela el 15 de octubre de 2015 procedente de Aruba. Una semana antes la fiscal general venezolana, Luisa Ortega Díaz, advirtió que el político sería arrestado si entraba a Venezuela. Sin embargo llegó a Maracaibo. La decisión de su retorno se supone la existencia de una negociación entre el gobierno y su partido Un Nuevo Tiempo. A su llegada fue detenido por agentes del Servicio Bolivariano de Inteligencia Nacional y embarcado en un avión oficial con destino a Caracas. Lo rodearon para evitar alguna fuga.

#### Arresto domiciliario
El 13 de julio de 2016 el diputado a la Asamblea Nacional José Luis Pirela interpuso una denuncia ante el Ministerio Público solicitando la revisión del caso de Manuel Rosales, quien antes fue el acusador, confesando haber sido manipulado para ello. En octubre de 2016 fue trasladado a arresto domiciliario y fue liberado el 31 de diciembre junto a otros 5 opositores. La cual concluyó que su caso “tenía un carácter predominantemente político” Su liberación fue una de las condiciones de la oposición en la mesa de diálogo que mantuvo con el gobierno desde octubre, que contaron además con la Ciudad del Vaticano como principal acompañante. Estuvo inhabilitado para ejercer cargos públicos hasta el 2022. Sin embargo en 2021 fue habilitado por una medida cautelar para ser candidato a gobernador en 2021.

#### Candidatura a la gobernación de 2017
El 30 de octubre de 2017, se suprimió la inhabilitación política de Manuel Rosales por el Tribunal Supremo de Justicia. Días posteriores anunció su postulación a la gobernación del Estado Zulia en noviembre de 2017 para un tercer período. Esta candidatura fue controversial ya que la oposición mayoritaria representada por la Mesa de la Unidad Democrática decidió retirarse de los comicios alegando falta de condiciones. Rosales se justificó diciendo «contra viento y marea voy a salir a dar la cara por este pueblo». En las elecciones del 10 de diciembre, Omar Prieto del PSUV derrotó a Rosales, obteniendo sólo el 41.53 %, frente al 57.51 % del ganador. Rosales culpó a la oposición de su derrota y la alta abstención en los comicios.

#### Segunda gobernación del Zulia (desde 2021)
El 2 de septiembre de 2021 Rosales anunció una quinta postulación a la gobernación del Estado Zulia, esta vez contando con el apoyo de la Mesa de la Unidad Democrática. El 21 de noviembre de ese año, logra la gubernatura del Zulia tras ganar con 505.059 votos, 56,90% venciendo a Omar Prieto que contó con 319.864 votos, 36,03% en unas elecciones que tuvo la participación de 40,98% votantes.[cita requerida]
Rosales tomó juramento como gobernador en un acto realizado frente a la Basílica de Nuestra Señora de Chiquinquirá el 10 de diciembre de 2021. Fue juramentado por el Consejo Legislativo saliente, de mayoría oficialista. En su primer discurso como gobernador, Rosales afirmó que «reconstruir al Zulia es el mayor desafío de la historia», refiriéndose a la crisis que sufre el estado y todo el país. Un día después de su asunción a la gobernación, Rosales anunció el retorno del programa «Mercados Populares», donde la gobernación se encarga de vender comida a bajo costo. De igual forma puso en marcha un programa de clínicas móviles a lo largo del estado. Ambos programas fueron implementados por primera vez en su primer gobierno, entre 2000 y 2008. El 14 de diciembre juramentó parte de su gabinete ejecutivo.
El 1 de marzo de 2022, Rosales junto a los gobernadores Alberto Galíndez, de Cojedes y Sergio Garrido, de Barinas, se reunieron en Bogotá con el embajador de los Estados Unidos en Venezuela, James Story. En la reunión se habló sobre la reanudación de relaciones entre ambos países, el restablecimiento del diálogo en México así como la revisión de las sanciones económicas.

#### Candidatura presidencial de 2024
El 26 de marzo de 2024, pasadas las 1:00 am, se confirmó que Manuel Rosales se inscribió a última hora por los partidos Un Nuevo Tiempo y Fuerza Vecinal. Tras una reunión realizadas en abril con los principales partidos de oposición, declinó su candidatura en favor de Edmundo González Urrutia.

## Vida personal
Es católico, casado con Eveling Trejo y tiene diez hijos.[cita requerida]

## Historia electoral

### Regionales de 1998
- Elecciones regionales de 1998, para gobernador de Zulia.[5]

|  | 54,49 % |

|  | 44,50 % |

|  | 1,00 % |

|  | 5,95 % |

|  | 51,25 % |

### Regionales de 2004
- Elecciones regionales de 2004, para gobernador de Zulia.[9]

|  | 54,02 % |

|  | 44,25 % |

|  | 1,49 % |

|  | 3,37 % |

|  | 52,30 % |

### Presidenciales de 2006
- Elecciones presidenciales de 2006, para presidente de Venezuela.

|  | 62,85 % |

|  | 36,91 % |

|  | 0,24 % |

|  | 1,35 % |

|  | 74,69 % |

### Municipales de 2008
- Elecciones municipales de 2008, para alcalde del municipio Maracaibo.

|  | 59,90 % |

|  | 39,71 % |

|  | 0,36 % |

|  | 1,38 % |

|  | 52,30 % |

### Elección de diciembre de 2017
- Elección regional del 10 de diciembre de 2017, para gobernador de Zulia.[52]

|  | 57,51 % |

|  | 41,73 % |

|  | 0,65 % |

|  | 0,05 % |

|  | 50,41 % |

### Regionales de 2021
- Elecciones regionales de 2021, para gobernador de Zulia.[53]

|  | 54,82 % |

|  | 37,81 % |

|  | 7,32 % |

|  | 0,50 % |

|  | 41,52 % |